# Intel

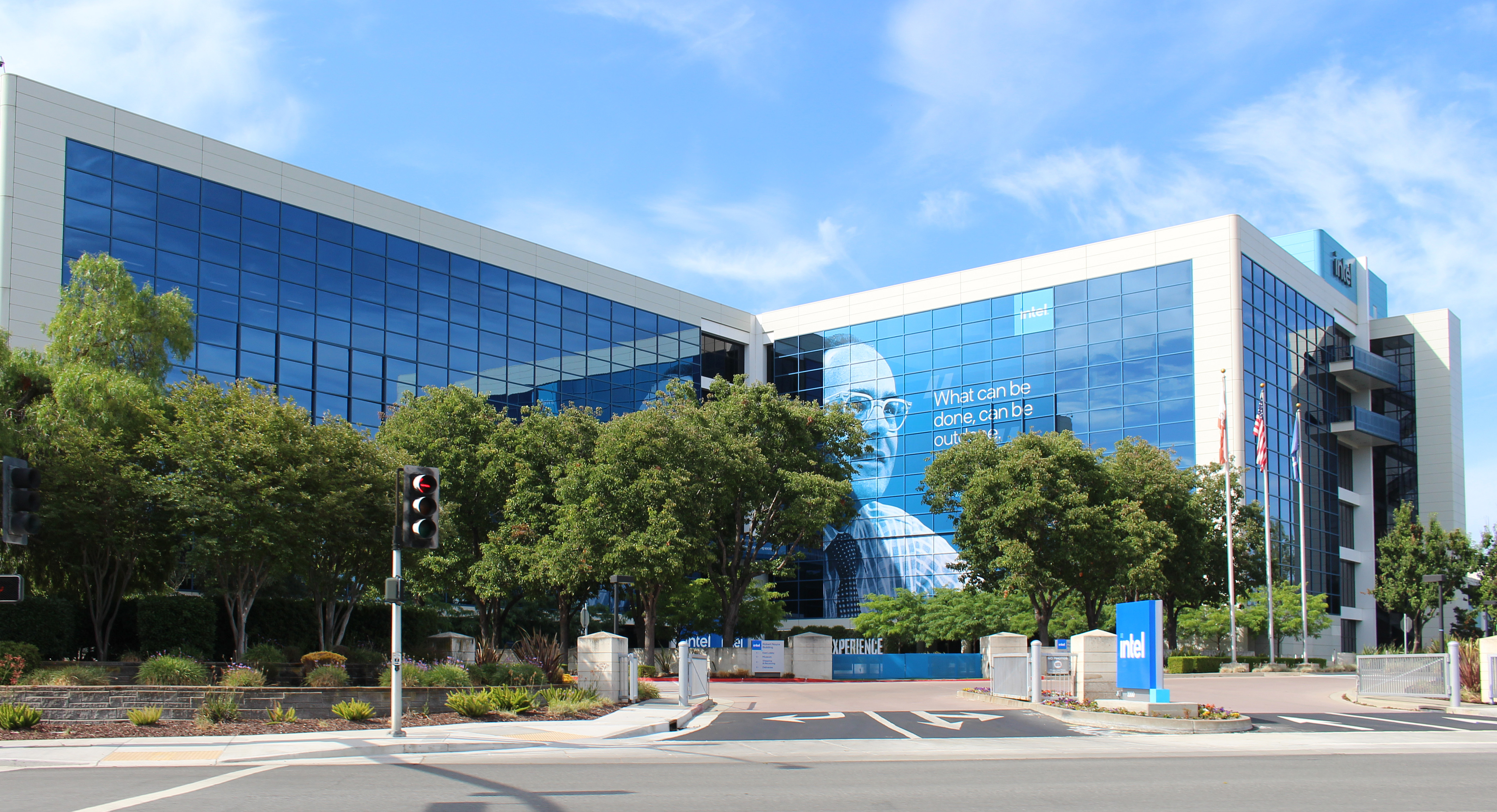
Hauptsitz von Intel (2023)

Intel Corporation (von englisch Integrated electronics, deutsch integrierte Elektronik; NASDAQ-Kürzel INTC) ist ein US-amerikanischer Halbleiterhersteller mit Hauptsitz im kalifornischen Santa Clara (Silicon Valley). Er wurde 1968 von Mitarbeitern des Unternehmens Fairchild Semiconductor gegründet. Die Europazentrale befindet sich seit 1974 in München. Intel ist vor allem für PC-Mikroprozessoren bekannt, bei denen das Unternehmen weltweit einen Marktanteil von über 60 % hält (Stand: 2024). Außerdem produziert Intel diverse weitere Arten von Mikrochips für Computer, zum Beispiel Chipsätze für Mainboards („Intel ICH“, „Intel GMA“), WLAN- und Netzwerkkarten, Grafikprozessoren und Embedded-CPUs.
Intel entwickelte den weltweit ersten kommerziellen Mikroprozessor-Chip, den Intel 4004, der im Jahr 1971 auf den Markt kam. Das Unternehmen gilt als Aushängeschild für den Aufstieg des Silicon Valley als High-Tech-Standort. In den 1990er Jahren prägte die Partnerschaft zwischen Microsoft Windows und Intel, kurz „Wintel“, die PC-Branche nachhaltig und festigte Intels Position auf dem Markt. In dieser Zeit wurde das Unternehmen zum führenden Anbieter von PC-Mikroprozessoren, mit einem Marktanteil von 90 %. Seit den 2000er und insbesondere seit den späten 2010er Jahren sieht sich Intel einer zunehmenden Konkurrenz gegenüber, was zu einer Verminderung von Intels Dominanz und Marktanteil auf dem PC-Markt geführt hat. Dennoch ist Intel mit einem Marktanteil von 68,4 % im Jahr 2023 weiterhin mit Abstand der Marktführer auf dem x86-Prozessoren-Markt.
Mit einem Umsatz von 54,2 Milliarden US-Dollar – bei einem Gewinn von 1,7 Milliarden US-Dollar – stand Intel laut Forbes Global 2000 auf Platz 422 der weltgrößten Unternehmen (Stand: Geschäftsjahr 2023). Das Unternehmen kam im Februar 2024 auf eine Marktkapitalisierung von 180 Milliarden US-Dollar. Intels Fähigkeit, seine eigenen Chips zu entwickeln und herzustellen, gilt als eine Seltenheit in der Halbleiterindustrie, da die meisten Chipentwickler über keine eigenen Produktionsstätten verfügen und stattdessen auf Auftragsfertiger angewiesen sind, so beispielsweise AMD und Nvidia.
Die Unternehmensstruktur von Intel zeigt eine dominante Beteiligung des Streubesitz mit 83,47 %. The Vanguard Group hält 8,43 % der Anteile, BlackRock 8,10 %.

## Produkte und geschichtliche Entwicklung

### Die Gründung und Produktion von Speicherchips
Intel wurde am 18. Juli 1968 von Gordon E. Moore (1929–2023) und Robert Noyce (1927–1990) als Moore-Noyce Electronics in Mountain View, Kalifornien gegründet, nachdem sie Fairchild Semiconductor verlassen hatten. Bald darauf wurde auch Andy Grove (1936–2016) eingestellt, der das Unternehmen in den 1980ern und 1990ern leitete. Das Ziel der Firma war es, Arbeitsspeicher für Computer auf Halbleiterbasis zu entwickeln und auf den Markt zu bringen. Die Hochintegration (Very Large Scale Integration, VLSI) von Transistoren auf Silizium steckte im Jahr 1968 noch in den Kinderschuhen und Intel entwickelte für die Herstellung von Halbleiterschaltungen den PMOS-Prozess, das heißt einen Prozess für die Herstellung von elektrischen Schaltungen mit p-Kanal-Metall-Oxid-Halbleiter-Feldeffekttransistoren unter Nutzung einer Gate-Elektrode aus Polysilizium (daher auch Silizium-Gate-Technik genannt).
Das erste Produkt der Firma war aber ein bipolares 64-bit-Schottky-RAM. Dieses wurde im April 1969 unter der Produktbezeichnung „Intel 3101“ vorgestellt. Im Juli 1969 wurde mit dem Intel 1101 der erste SRAM-Chip, der mit dem PMOS-Prozess hergestellt wurde, auf den Markt gebracht. Erst im Oktober 1970 – nach der Hälfte der ursprünglich veranschlagten Zeit – gelang der erste große Sprung nach vorn: Intel stellte unter der Produktbezeichnung „1103“ den ersten DRAM-Speicherbaustein vor, der auf dem PMOS-Prozess basierte und die Vorzüge der Hochintegration zu bieten hatte. Während Schaltungen in Bipolartechnik nur noch bei Hochgeschwindigkeitsbauteilen den Vorzug genossen, entwickelte sich fortan die MOS-Technologie (von PMOS über NMOS und HMOS zu CMOS) zur bevorzugten Halbleiter-Fertigungstechnik.
Gordon Moore hatte 1965 einen Trend erkannt, der später als Mooresches Gesetz nicht nur die Geschichte von Intel, sondern die Entwicklung der gesamten Halbleitertechnologie maßgeblich geprägt hat.
Bis Mitte der 1980er-Jahre war DRAM das Hauptgeschäft von Intel. Die wachsende Konkurrenz durch japanische Halbleiterhersteller und der damit verbundene Umsatzrückgang führten aber 1983 zu einer Umorientierung des Geschäftsmodells. Der Erfolg des Personal Computers von IBM veranlasste Intel, sich fortan auf Mikroprozessoren zu konzentrieren und die DRAM-Produktion aufzugeben.

### EPROM und Flash-Speicher

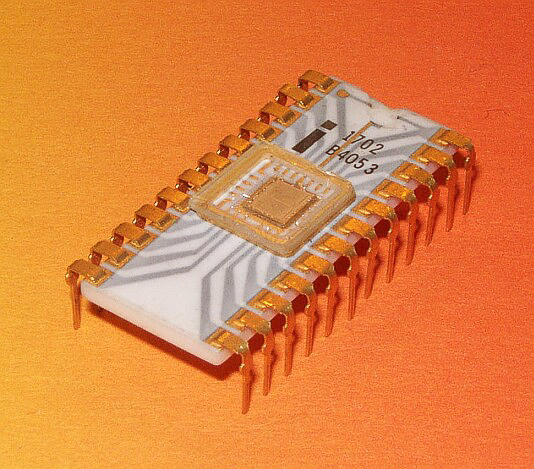
Intel EPROM 1702

Auf der Solid State Circuits Conference 1971 stellte Dov Frohman das erste EPROM (löschbarer (einmal-)beschreibbarer Speicherchip) der Welt vor. Das Intel-EPROM 1702 war ein großer Erfolg und wurde bis Mitte der 1980er-Jahre in hohen Stückzahlen verlangt, nicht zuletzt weil Intel viele Jahre der einzige Hersteller war, der EPROMs in hoher Stückzahl produzieren konnte. Bis 2008 war Intel zusammen mit Spansion einer der größten Hersteller von Flash-Speichern. Ende März 2008 gliederte Intel den größten Teil der Flash-Produktion in ein Joint-Venture-Unternehmen mit STMicroelectronics aus. Das neue Unternehmen bekam den Namen Numonyx.
Intel stellt darüber hinaus auch die 520er-SSD-Reihe vor, eine schnelle Solid State Disk, der Nachfolger des Hard Disk Drives.

### Die ersten Mikroprozessoren

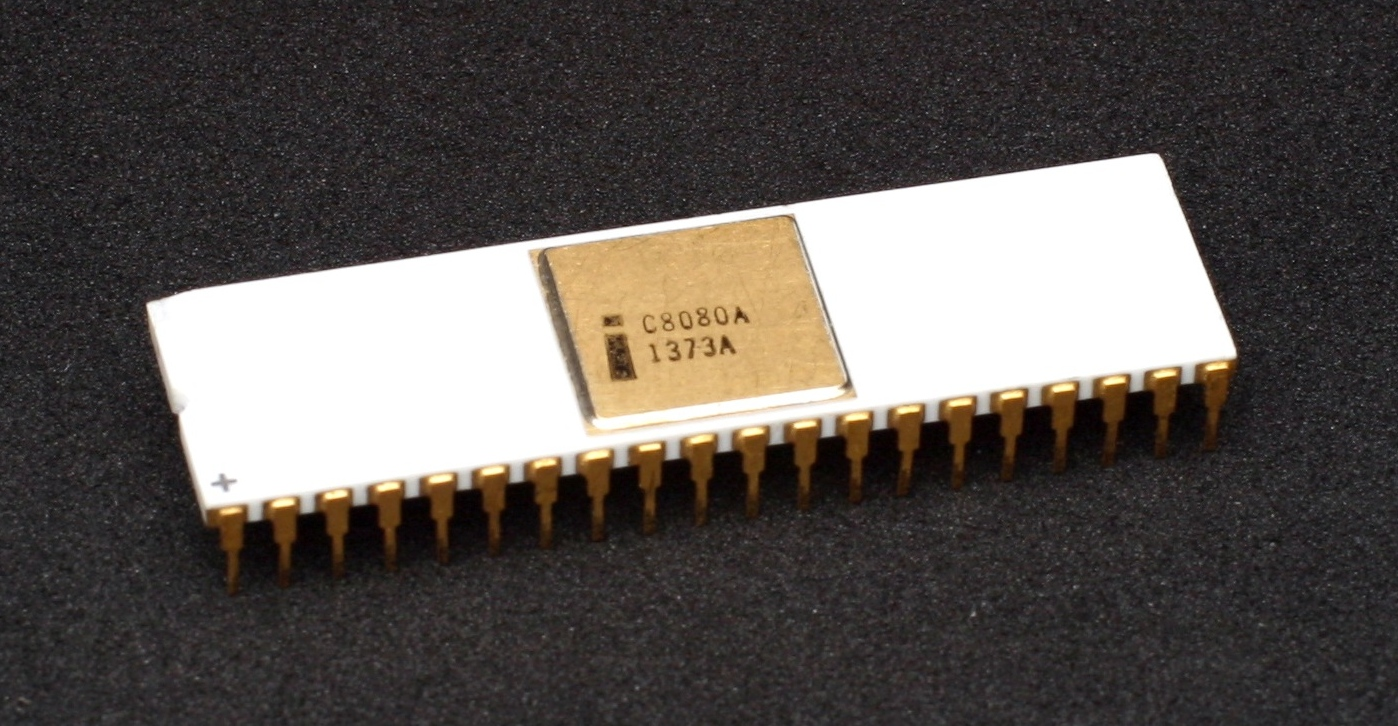
Intel C8080A, Produktionsjahr 1978

Als erster Mikroprozessor der Welt (zumindest nach Intel-Lesart) wurde am 15. November 1971 der 4-Bit-Prozessor Intel 4004 vorgestellt. Diesen soll Intel auf eigene Verantwortung entwickelt haben, als das japanische Unternehmen Nippon Calculating Machine Corporation eigentlich einen spezialisierten Tischrechnerchip beauftragt hatte.
Der 1974 eingeführte Intel 8080 wird allgemein als erster vollwertiger Mikroprozessor angesehen. Es handelt sich dabei um einen 8-Bit-Mikroprozessor, der als Nachfolger des Intel 8008 (Markteinführung 1972) entwickelt wurde. Diese ersten Mikroprozessoren legten den Grundstein für viele weitere Produkte auf ähnlicher Basis und verhalfen Intel zu seiner starken Marktmacht. Zu dieser Baureihe gehört neben dem seltener eingesetzten Nachfolgetyp Intel 8085 eine ganze Palette von passenden I/O-Bausteinen, z. B. der Intel 8255 für parallele Ein- und Ausgabe.

### Die Mikrocontroller
Basierend auf den Entwicklungen der Mikroprozessoren der 80er Reihe stellte Intel 1977 den Mikrocontroller 8048 vor, der jedoch bereits 1980 durch den Mikrocontroller 8051 ersetzt wurde. Durch geschickte Lizenzpolitik (u. a. an Siemens und Philips) wurde der Mikrocontroller 8051 Stammvater einer der am weitesten verbreiteten Familien von Mikrocontrollern.

### x86-Prozessoren
Die bekannteste Baureihe von Intel sind die x86-Mikroprozessoren, deren erstes Modell im Jahre 1978 mit dem 8086/8088 erschien und im weit verbreiteten IBM-PC verwendet wurde. Inzwischen produziert Intel Chips für Desktop-Computer (Pentium-Dual-Core-Serie, Celeron-Serie, Intel-Core-2-Serie, Intel-Core-i-Serie), für Notebooks (Pentium-Dual-Core, Core Duo, Core 2 Duo und inzwischen auch i3-, i5-, i7- und i9-Modelle) und für Workstations sowie Server (Xeon-Serie). Der große Serverprozessor Itanium 2 kann seine hohe Rechenleistung nur mit seinem nativen Befehlssatz IA-64 ausspielen. x86-Maschinencode (IA-32) führt er über eine integrierte Hardware-Emulation nur langsam aus.
Der große Erfolg der x86-Reihe führte zu einer marktbeherrschenden Stellung in der PC-Industrie; zeitweise kamen 85 % der PC-CPUs von Intel. So kam es immer wieder zu Untersuchungen der US-amerikanischen Wettbewerbsbehörde FTC und Klagen von Konkurrenten. Der heute einzige ernstzunehmende Konkurrent auf diesem Sektor ist AMD; ironischerweise war Robert Noyce mit seinem Gründungskapital auch für die Gründung dieser Firma mitentscheidend. Seit 1976 hat AMD ein Patentaustauschabkommen mit Intel, so dass alle technischen Innovationen wechselseitig genutzt werden können. In den letzten Jahren hat hier mit dem Stromverbrauch und der Abwärme ein weiteres Kriterium Bedeutung erlangt.

### Chipsätze und Grafikchips
Intel ist mit großem Abstand Weltmarktführer bei Grafikchips. So benutzen die meisten Bürorechner und Notebooks eine Intel-Plattform mit integrierter Grafik (IGPs). Intel hatte zwar mit dem i740 Ende der 1990er auch einen Grafikchip für Steckkarten im Angebot, stellte diese Aktivitäten aber danach wieder ein. Später arbeitete Intel wieder an einer diskreten GPU unter dem Codenamen Larrabee, deren Entwicklung im Dezember 2009 jedoch eingestellt wurde. Im August 2021 kündigte Intel offiziell ihre neue Marke für Grafikkarten an: Intel „Arc“. Die erste Generation trägt den Codenamen „Alchemist“ und erreicht Leistungswerte einer Nvidia GeForce RTX 3060 bis zur RTX 3060 Ti bei der Arc A770. Die erste Generation erschien im Oktober 2022. Auch die folgenden Codenamen Battlemage, Celestial und Druid wurden bekanntgegeben.
Auch für das Internet der Dinge will Intel Plattformen anbieten. Ein erster Schritt in die Richtung erfolgte mit der Vorstellung des Projekts Intel Edison, welches jedoch im Dezember 2017 wieder eingestellt wurde.

### Auslesbare Seriennummer im Pentium 3
1999 geriet Intel in öffentliche Kritik, als die gerade vorgestellten ersten Pentium-III-Prozessoren (mit 450 und 500 MHz) mit einer weltweit eindeutigen Nummer („Prozessor-ID“) versehen waren, die per Software ausgelesen werden konnte. Kritiker befürchteten, diese eindeutige Seriennummer könne als Grundlage für das Ausspionieren und die Überwachung von Computeranwendern dienen. Aufgrund des öffentlichen Drucks hat Intel die Prozessor-ID standardmäßig abgeschaltet und in späteren Prozessor-Generationen ganz auf sie verzichtet.

### Intel Management Engine seit 2008
Seit 2008 sind alle Chipsets für Intel-Prozessoren mit der Intel Management Engine (ME) ausgestattet. Dabei handelt es sich um ein autonomes Subsystem auf Minix-Basis, das Administratoren unter Umgehung des Betriebssystems vollen Zugriff auf den Computer gestattet, selbst wenn dieser ausgeschaltet ist. Es ist in allen Intel-Chipsets seit 2008 bis heute vorhanden und aktiv, selbst wenn diese nicht mit Intel Active Management Technology (AMT) ausgerüstet sind. Die Intel Management Engine (ME) ist vom Nutzer nicht deaktivierbar und enthält eine Vielzahl nachgewiesener Sicherheitsmängel. Der genaue Funktionsumfang wird von Intel geheim gehalten, der Code ist verschleiert, die zur Entschlüsselung des Inhalts erforderlichen Informationen stecken unauslesbar direkt in der Hardware. Nur an staatliche Organe und zum militärischen Gebrauch werden von Intel Firmware-Versionen bereitgestellt, bei denen weite Teile der Intel Management Engine deaktiviert sind.

### Apps für Smartphones und Tablet-PCs
Mit seinem AppUp Developer Program (IADP) versucht Intel, auch auf dem hart umkämpften Smartphone-Markt Fuß zu fassen. Laut Björn Taubert, Marketing Manager bei Intel, bietet das IADP „erfahrenen wie ambitionierten App-Entwicklern einen zentralen Kanal, um erstentwickelte oder portierte Windows- und HTML5-Anwendungen für eine Vielzahl von Endgeräten bei bis zu 70 % Umsatzbeteiligung zu vertreiben“.

### Chips für Smartphones
Anfang Januar 2012 stellte Intel auf der Messe CES in Las Vegas das erste Mal ein Smartphone vor, das mit einem eigenen Chipsatz ausgestattet ist. Im April des gleichen Jahres erschien in Indien mit dem Modell Lava Xolo X900 das erste Intel-Smartphone. Ende Mai folgte das unter dem Dach von Lenovo produzierte LePhone K800 in China. Mit dem Orange San Diego wurde das insgesamt weltweit dritte Intel-Smartphone am 6. Juni in Großbritannien auf den Markt gebracht.

### FPGAs
Seit der Übernahme der Firma Altera tritt Intel auch als Hersteller von FPGAs auf. Die Produkte werden nun unter der Bezeichnung Intel-Altera weitervertrieben. Umgekehrt nutzt Intel die Technologie der programmierbaren Digitaltechnik für die Weiterentwicklung der eigenen Prozessoren. So ist es z. B. das Ziel, im Nachhinein technische Anpassungen an bereits ausgelieferten CPUs durch Software-Updates vornehmen zu können.

### Produktionsstätte in Deutschland
Am 15. März 2022 verkündete Intel, 17 Milliarden Euro für eine aus zwei Werken bestehende neue Chipfabrik in Magdeburg zu investieren. Der Standort in Sachsen-Anhalt in unmittelbarer Nähe des Autobahnkreuzes Magdeburg-Sudenburg (A14 / B81) konnte sich bei der Ausschreibung gegen den Standort Dresden durchsetzen.
Stand Juni 2023 sollte „etwa 2024“ mit dem Bau begonnen werden; frühestens 2027 sollte die Produktion des kleinsten Chips der Welt beginnen. Die Bundesregierung vereinbarte mit Intel noch von der EU-Kommission zu genehmigende Subventionen in Höhe von 9,9 Milliarden Euro. Auch möglichst günstige Stromkosten wurden zugesichert. Das Land Sachsen-Anhalt kaufte 450 ha Land für die Fabrik und 700 ha für Zulieferer direkt daneben zu 25 €/qm, dem Fünffachen des üblichen Preises, von über 60 Eigentümern, überwiegend Landwirten. Intel versprach im Gegenzug, 30 Milliarden (inklusive Subventionen) Euro zu investieren und zwei Halbleiterwerke mit 3000 Arbeitsplätzen zu schaffen.
Im September 2024 teilte Intel mit, dass sich der Bau der Magdeburger Fabrik um voraussichtlich zwei Jahre verzögern werde. Ob Intel weiterhin an dem Vorhaben festhalten würde, galt zunächst als unklar. Im Juli 2025 verkündete Intel dann jedoch, die Fabrik in Magdeburg nicht mehr bauen zu wollen. 
Neben Deutschland wurden auch Pläne für den Bau einer Fabrik nahe Warschau in Polen aufgegeben. Der Produktionsstandort einer weiteren Fabrik in Ohio (USA) wurde ebenfalls verschoben. Weltweit sollen ein Viertel der rund 100.000 Stellen bei Intel abgebaut werden.

## Tochterunternehmen
1991 wurde Intel Capital für die Verwaltung von Corporate Venture Capital gegründet. 2003 kaufte Intel den High-Performance-Computing-Bereich der Pallas GmbH, der aus der SUPRENUM ausgegründet wurde, um die eigene Clustering-Sparte zu stärken.
Im Jahr 2007 übernahm Intel das irische Unternehmen Havok, das vor allem wegen seiner Physik-Engine bekannt ist.
Im Juli 2009 kaufte Intel das Softwareunternehmen Wind River auf. Mitte August 2010 kündigte Intel überraschend an, McAfee (einen US-Produzenten von Antivirus- und Computersicherheitssoftware) für 7,68 Milliarden US-Dollar zu übernehmen.
Am 31. Januar 2011 wurde der Verkauf des bisherigen Infineon-Bereichs Wireless Solutions für 1,4 Milliarden US-Dollar an Intel abgeschlossen. Das dabei neu entstandene Unternehmen hat weltweit rund 3.500 Mitarbeiter und firmiert jetzt als Intel Deutschland GmbH.
Anfang September 2016 kündigte Intel an, 51 % der Anteile seiner Sparte IT-Sicherheit (McAfee) an den Finanzinvestor TPG für 3,1 Milliarden US-Dollar zu verkaufen.
Intel gab im März 2017 die Übernahme von Mobileye, einem auf Fahrerassistenzsysteme spezialisierten Unternehmen, bekannt. Der Chiphersteller zahlte damals 15,3 Milliarden US-Dollar für den israelischen Automobilzulieferer.
Gut zwei Jahre später erweiterte Intel das Geschäftsfeld von Mobileye durch die Akquisition von Moovit. Das Start-up sammelt Daten zu Verkehrsströmen und bietet über seine App eine Routenoptimierung in urbanen Lebensräumen an. Intel zahlte für Moovit rund 900 Millionen US-Dollar.

## Geschäftszahlen
| Jahr | Umsatz (Mrd. US$) | Gewinn (Mrd. US$) | Preis je Aktie (US$) | Angestellte |
| ---- | ----------------- | ----------------- | -------------------- | ----------- |
| 2005 | 38,826            | 8,664             | 16,97                | 99.900      |
| 2006 | 35,382            | 5,044             | 13,82                | 94.100      |
| 2007 | 38,334            | 6,976             | 16,55                | 86.300      |
| 2008 | 37,586            | 5,292             | 14,41                | 83.900      |
| 2009 | 35,127            | 4,369             | 12,79                | 79.800      |
| 2010 | 43,623            | 11,464            | 16,00                | 82.500      |
| 2011 | 53,999            | 12,942            | 17,55                | 100.100     |
| 2012 | 53,341            | 11,005            | 20,51                | 105.000     |
| 2013 | 52,708            | 9,620             | 19,71                | 107.600     |
| 2014 | 55,870            | 11,704            | 26,88                | 107.600     |
| 2015 | 55,355            | 11,420            | 29,33                | 107.300     |
| 2016 | 59,387            | 10,316            | 31,39                | 106.000     |
| 2017 | 62,761            | 9,601             | 36,21                | 102.700     |
| 2018 | 70,848            | 21,053            | 48,19                | 107.400     |
| 2019 | 71,965            | 21,048            | 51,38                | 110.800     |
| 2020 | 77,867            | 20,899            | 54,89                | 110.600     |
| 2021 | 79,024            | 19,868            | 50,70                | 121.100     |
| 2022 | 63,054            | 8,014             | 26,43                | 131.900     |
| 2023 | 54,228            | 1,689             | 50,25                | 124.800     |
| 2024 | 53,101            | -18,756           | 30,83                | 108.900     |

## Konkurrenten
Da Intel auf vielen Geschäftsfeldern aktiv ist, hat das Unternehmen auch entsprechend viele Konkurrenten.
Bei Netzwerkchips konkurriert man mit Freescale, Broadcom, Marvell und AMCC. Im Flash-Bereich gehören Spansion, Samsung, Toshiba und SK Hynix zu den größten Konkurrenten. Beim Bau von Prozessoren für Supercomputer und Deep Learning gehören Nvidia, IBM und AMD zu den Konkurrenten.
Beim ursprünglichen Intel-Kerngeschäft der x86-Prozessoren und Chipsätze für Mainboards ist inzwischen ein Duopol entstanden und AMD der einzig verbliebene nennenswerte Konkurrent. Andere Firmen wie Centaur Technology, Cyrix, SiS oder Transmeta haben sich entweder aus dem Markt zurückgezogen oder konzentrieren sich auf Nischenprodukte. Im Januar 2006 wurde der erste Apple Macintosh mit einem Intel-Prozessor vorgestellt. Während frühere Macintosh-Modelle mit Prozessoren von Motorola (68000) oder IBM (PowerPC G3, G5) ausgestattet waren, festigte dieser Schritt Intels Marktposition im PC-Bereich zusätzlich. Ende 2020 begann Apple allerdings mit dem Apple M1 selbst entwickelte Prozessoren zu verbauen.
Nachdem Intel sich in der Vergangenheit in vielen Bereichen gegen seine Konkurrenten durchsetzen konnte, sieht sich Intel seit einigen Jahren im Prozessormarkt mehreren neuen und sehr erfolgreichen Wettbewerbern gegenüber. Anders als in den früheren Jahren der Chip-Fertigung handelt es sich dabei nicht um voll integrierte Unternehmen, sondern um jeweils in ihrem Bereich hoch spezialisierte Firmen. Unternehmen wie ARM oder Imagination Technologies kümmern sich dabei um die grundlegende Architekturentwicklung der Chips. In einer zweiten Stufe erstellen Unternehmen wie Qualcomm, Apple, Nvidia oder MediaTek daraus dann fertige Prozessor-Designs, welche anschließend von Auftragsfertigern wie TSMC, Samsung oder Globalfoundries produziert werden.
Viele dieser Unternehmen sind in ihrem Teilmarkt inzwischen größer als Intel und haben gemeinsam weite Teile des Prozessormarktes übernommen. Vor allem auf dem Markt der SoCs für Smartphones, Tablets, TVs und viele weitere elektronische Geräte der modernen Zeit dominieren diese Unternehmen den Markt. Intel ist es trotz enormer Anstrengungen nicht gelungen, sein Quasi-Monopol bei x86-Prozessoren auf diese Marktbereiche auszudehnen. Bedingt durch die zurückgehende Bedeutung der x86-PC-Prozessoren geht konsequent auch Intels Bedeutung auf dem Prozessormarkt zurück.

## Marketing

Intel-Logo (1968–2006)

Intel-Logo (2006–2020)

Intel-Logo (2020–2022)

Intel-Logo (2022–heute)

Logo der ehemaligen Bestandteilmarke „intel inside“ (1991–2003)

Logo der ehemaligen Bestandteilmarke „intel inside“ (2003–2006)

Zum Jahreswechsel 2005/2006 verabschiedete sich Intel vom 37 Jahre alten Firmenlogo sowie der Bestandteilmarke „intel inside“, die bisher auf Produkten von Fremdherstellern angebracht wurde, die eine CPU von Intel enthielten.
Der neue Schriftzug wird nun, wie schon zuvor bei „intel inside“, durch einen ovalen Wirbel eingerahmt. Das „e“ im Schriftzug ist nicht mehr tiefgestellt. Das Firmenlogo wird situationsabhängig durch den Slogan „leap ahead“ (deutsch: „Einen Sprung voraus“) ergänzt. Die neue Hausschrift ist eine modifizierte Variante der Neo Sans bzw. Neo Tech.
Mit der Änderung des Firmenlogos geht auch eine Änderung der Marketingstrategie einher.
Die Intel-Hörmarke Intel Bong, die in der Werbung von Intel verwendet wurde, wurde 1994 von Walter Werzowa erstellt.

### Sponsoring
Intel engagiert sich als Förderer und Sponsor im Sport sowie im E-Sport. So unterstützt das Unternehmen die deutschen E-Sport-Clans ALTERNATE aTTaX, mousesports und n!faculty. 
Des Weiteren wird der Electronic-Sports-League-Cup von Intel getragen.
Seit Dezember 2013 wirbt Intel auf der Trikot-Innenseite des FC Barcelona.
Seit 2023 engagiert sich Intel als Sponsor auch beim Handball-Bundesligisten SC Magdeburg sowie beim Zweitligisten 1. FC Magdeburg. Dieses Sponsoring erfolgte im Rahmen der geplanten aber 2025 aus wirtschaftlichen Gründen gestrichenen Investition in eine Chipfabrik in Magdeburg. Intel kündigte aber an, die getroffenen Sponsoringverträge auch weiterhin zu erfüllen. Im Aufsichtsrat der Profigesellschaft des 1. FC Magdeburg sitzt seit Juli 2024 zudem die Geschäftsführerin von Intel in Deutschland Sonja Pierer.

## Kritik und Strafverfahren

### Wettbewerbsverstöße
- 2005 wurde das Unternehmen von der japanischen Wettbewerbsbehörde FTC für schuldig befunden, seine Monopolstellung missbraucht zu haben.
- 2007 gab AMD eine Überprüfung auf Monopolstellung seitens Intel in Auftrag. Intel solle laut Ergebnis der ERS Group in den Jahren 1996–2006 60 Milliarden Euro Gewinn dadurch gemacht haben.[69]
- Im Juni 2008 wurde in Südkorea eine Strafe von 21 Millionen US-Dollar verhängt, mit der gleichen Begründung wie jene der EU.
- Die EU-Kommission ermittelt seit 2007 wegen wettbewerbswidrigen Verhaltens gegen Intel. Das Wettbewerbsverfahren begann im Juli 2007. In einem sogenannten „Blauen Brief“ warf sie Intel 2008 vor, PC-Herstellern Rabatte angeboten zu haben, wenn diese nur noch Intel-Bauteile in ihren Rechnern verbauten. Einem Hersteller sei Geld dafür gezahlt worden, dass er eine Rechnerbaureihe mit AMD-Chips erst verspätet auf den Markt brachte.[70] Die europäische Wettbewerbskommission verurteilte Intel im Mai 2009 zu einer Geldstrafe von 1,06 Milliarden Euro, nachdem sich herausstellte, dass das Unternehmen durch diverse preispolitische Maßnahmen gegenüber Zwischenhändlern und Herstellern massiv zum Nachteil der Wettbewerber in den Markt eingegriffen hatte.[71] Intel kündigte eine Klage gegen das Bußgeld an, der jedoch wenig Erfolgschancen zugerechnet werden. Zum ersten Mal seit rund 22 Jahren musste Intel-Chef Paul Otellini im Juli 2009 wegen der Rekordstrafe einen Quartalsverlust für den Chiphersteller melden.[72] (Abgesehen von der Strafe schnitt der Konzern besser ab als gedacht).[72] Seit 1999 bezahlte Intel die Media-Saturn-Holding für einen exklusiven Verkauf von Intel-Produkten.[73] Die betroffenen PC-Hersteller waren unter anderen Acer, Dell, Hewlett-Packard, Lenovo und NEC. Sie erhielten Vergünstigungen, wenn sie fast ausschließlich Intel-Prozessoren verbauten. Wenn sich der Einbau nicht ganz verhindern ließ, hat Intel auch dafür gezahlt, dass Computer mit AMD-Prozessor verspätet eingeführt werden. Im Mai 2009 verhängte die EU-Kommission gegen Intel eine Kartellstrafe in Höhe von 1,06 Milliarden Euro. Die Kommission begründete ihre Entscheidung damit, dass Intel seine dominante Marktstellung bei Prozessoren missbraucht habe, um Konkurrenten vom Markt zu verdrängen, was den Verbrauchern geschadet habe.[74]
- Die Federal Trade Commission der Vereinigten Staaten untersucht zudem seit Ende 2008, inwieweit Intel in den USA gegen geltendes Kartellrecht verstößt.[75]

### Instabile Prozessoren der 13. und 14. Core-i-Generation
Im Februar 2024 wurden Stabilitätsprobleme mit Intels Prozessoren der 13. und 14. Core-i-Generation (Raptor Lake) bekannt. Spieler, Spieleentwickler und Rechenzentren-Betreiber berichteten von vermehrten Abstürzen und Ausfallraten. Intel wurde vorgeworfen, nur zögerlich auf die Berichte zu reagieren, nicht ausreichend zu kommunizieren oder die Probleme herunterzuspielen. Zwischen Juli und September 2024 veröffentlichte Intel dann eine Reihe von BIOS-Updates, die die Spannung der Prozessoren reduzieren und so die Probleme eindämmen sollen. Eine Rückrufaktion soll es aber nicht geben, obwohl zu erwarten ist, dass Prozessoren, die bereits mit zu hoher Spannung betrieben wurden, Schäden davon getragen haben könnten, die sich zwar nicht sofort bemerkbar machen, aber in einer reduzierten Lebenserwartung münden können. Im August gestand Intel Kunden jedoch eine Garantieverlängerung um zwei Jahre zu und gestand ein, von dem Problem bereits seit 2022 gewusst zu haben. ComputerBase resümierte, Intels Kommunikationsstrategie bleibe „das größte Desaster in dieser gesamten Angelegenheit“.

## Patentabkommen
Intel erhält seit 1976 vierteljährlich Patentgebühren für x86-Prozessoren von AMD. Durch ein Cross-Licensing-Abkommen von 2001 darf Intel die patentrechtlich geschützte AMD64-Mikroarchitektur nutzen. Im Gegenzug dazu darf AMD neuere Intel-Technologien nutzen.

## Fortbildungsmaßnahmen
Das Fortbildungsprogramm Intel – Lehren für die Zukunft hatte das Ziel, Lehrern Kompetenzen für die Integration von digitalen Medien in ihrem Unterricht zu vermitteln. „Intel Lehren – Grundkurs“ war Teil der weltweiten Aktion, die Intel gemeinsam mit Microsoft und führenden PC-Herstellern zu Beginn des Jahres 2000 für die Fortbildung von Lehrern aller Schulformen gestartet hatte.
Der Grundkurs war Ende 2004 ausgelaufen.
Die Nachfolgemaßnahme „Intel Lehren – Interaktiv“ steht seit 2010 für die Lehrkräfte aller Bundesländer zur Verfügung.

## Leitende Manager
Seit März 2025 ist Lip-Bu Tan der CEO.
Die vorigen CEOs waren:
- 1968–1975 Robert Noyce
- 1975–1987 Gordon E. Moore
- 1987–1998 Andrew S. Grove
- 1998–2005 Craig R. Barrett
- 2005–2013 Paul Otellini
- 2013–2018 Brian Krzanich[86]
- 2018–2021 Robert Swan
- 2021–2024 Pat Gelsinger[87]

Chairman of the Board:
- Arthur Rock, bis 1999 im Board, zeitweise (Non Executive) Chairman
- ab 1975 Robert Noyce, ab 1987 war er Vice-Chairman
- 1979–1997 Gordon E. Moore
- 1997–2005 Andrew S. Grove
- 2005–2009 Craig R. Barrett
- 2009–2012 Jane E. Shaw
- 2012–2020 Andy Bryant[88]
- 2020[88]–2023[89] Omar Ishrak

Präsident:
- ab 1975 Gordon E. Moore
- 1979–1997 Andrew S. Grove
- ab 1997 Craig R. Barrett